# Pumptrack-Weltmeisterschaften 2022
Die Pumptrack-Weltmeisterschaften 2022 fanden am 19. November in Santiago de Chile statt. Schauplatz war ein Pumptrack im Santa Fé Bike Park am östlichen Stadtrand.

## Ablauf
Die Weltmeisterschaften wurden wie zuvor von Velosolutions organisiert im Namen des Radsport-Weltverbands UCI und des Namenssponsors  Red Bull. Fahrer konnten sich über eine Serie weltweit organisierter Wettkämpfe für die WM qualifizieren.
An den Endläufen nahmen 30 Frauen und 35 Männer teil, deren Zahlen in mehreren Runden auf 16, 8, 4 und 2 reduziert wurden. Diese Runden fanden im Format „Open Session“ statt, bei dem die Teilnehmer innerhalb eines gewissen Zeitrahmens beliebig viele Versuche hatten, einzeln eine gute Zeit zu setzen; die Fahrer mit der besten Zeit kamen weiter. In den Finals um Platz 1 und 3 gab es nur einen Versuch. Im Halbfinale der Männer war der Titelverteidiger Eddy Clerté heftig gestürzt und ins Krankenhaus gebracht worden; der Lauf um Platz 3 war daher reine Formalität. Bei den Frauen gewann Christa von Niederhäusern zum zweiten Mal den Titel.

## Ergebnisse
Angegeben sind, je nach Platz, die Zeiten im Finale um Platz 1, im Finale um Platz 3 bzw. im Viertelfinale.

### Frauen
| Platz | Name                      | Zeit     |
| ----- | ------------------------- | -------- |
| 1     | Christa von Niederhäusern | 25,586 s |
| 2     | Sabina Košárková          | 25,743 s |
| 3     | Vineta Pētersone          | 25,944 s |
| 4     | Aiko Gommers              | 25,950 s |
| 5     | Kristína Madarásová       | 26,078 s |
| 6     | Léa Brindjonc             | 26,284 s |
| 7     | Christelle Boivin         | 26,539 s |
| 8     | Caroline Buchanan         | 26,945 s |

### Männer
| Platz | Name             | Zeit     |
| ----- | ---------------- | -------- |
| 1     | Niels Bensink    | 23,171 s |
| 2     | Alec Bob         | 23,201 s |
| 3     | Thibault Dupont  | 35,816 s |
| 4     | Eddy Clerté      | DNS      |
| 5     | Anaia Istil      | 23,567 s |
| 6     | Brady Kincheloe  | 23,610 s |
| 7     | Amakaye Andersen | 23,915 s |
| 8     | Tristan Borel    | 24,015 s |